# Kristian Reistad Fredriksen
Kristian Reistad Fredriksen (10 mei 1993) is een voormalig Noors langebaanschaatser. Bij de junioren was zijn beste afstand de 3000 meter, verder waren zijn specialisaties de 5000 meter en de allroundtoernooien.

## Carrière
Op de wereldkampioenschappen schaatsen junioren 2011 wint Kristian Reistad Fredriksen een bronzen medaille in het allroundtoernooi achter zijn landgenoten Pedersen en Nilsen. Hij wint ook zilver op de 5000 meter en goud met de ploegenachtervolging.
In het seizoen 2011/2012 valt Fredriksen op door op de massastart bij de wereldbeker in Astana vroeg te demarreren, de punten van de eerste tussensprint te pakken, uitgebreid te juichen en zich weer in te laten lopen. Bij de Noorse kampioenschappen schaatsen afstanden mannen van 2012 wint Kristian Reistad Fredriksen brons op de 5000 meter, bij de Noorse kampioenschappen schaatsen allround mannen later dat seizoen wordt hij tweede achter Håvard Bøkko. Verder reed hij in 2012 ook nog de Europese kampioenschappen waar hij 16e werd, de WK junioren (9e allround, goud met de achtervolging) en wint hij de 3000 meter bij de finale van de wereldbeker schaatsen junioren 2011/2012. Tot slot rijdt hij ook nog de 5000 meter op de WK afstanden 2012 (22e) en de ploegenachtervolging (5e) op hetzelfde toernooi.

## Records

### Wereldrecords
| Nr.  | Afstand                  | Tijd     | Datum            | Baan         |
| ---- | ------------------------ | -------- | ---------------- | ------------ |
| jr1. | Achtervolging (junioren) | *3.47,45 | 20 november 2011 | Tsjeljabinsk |

|  | = huidig wereldrecord |

* samen met Håvard Holmefjord Lorentzen en Sverre Lunde Pedersen